# Monolith
Monolith (br: Monolith - A Energia Destruidora / pt: Monolith) é um filme de ação e ficção científica dirigido por John Eyres e protagonizado por Bill Paxton e Lindsay Frost e antagonizado por John Hurt lançado em 2 de dezembro de 1993, nos Estados unidos e Alemanha.

## Sinopse
O filme começa com uma jovem moça perseguindo de forma frenética e histérica um garoto de 10 anos de idade, aparentemente um menino inocente e sem maldade, no mesmo momento 2 policiais  Tucker(Bill Paxton) e Terri Flynn(Lindsay Frost) acabam se envolvendo na perseguição, o garoto e a jovem estão cercados, Tucker e Terri tentam negocia com a moça que parece insana, os policiais não entendem nada do que diz e pensam está maluca. Quando inesperadamente ela alveja o garoto com vários tiros e o mata deixando Terri e Tucker espantados com o ocorrido. Eles prendem a moça em flagrante por homicídio, mas o que eles não podia imaginar era que a moça tinha motivos para matar o garoto que na verdade escondia dentro de si uma forma de vida alienígena feita de pura energia que estava escondida dentro do garoto, um estranho órgão do governo liderado pelo misterioso e antipático Vilano(John Hurt), o chefe do departamento de Investigações Históricas está interessado em captura e controlar o alienígena que pode se apoderar de corpos e se alimentar do mesmo e ficar mais forte. Tucker e Terri precisam se unir e encontra uma maneira de derrotar o alienígena ou o planeta estará condenado.

## Elenco
- Bill Paxton ... Tucker
- John Hurt ... Villano
- Louis Gossett Jr. ... Capt. MacCandless
- Musetta Vander ... Katya